# Кагруд
Кагруд (перс. كهرود) — село в Ірані, у дегестані Ларіджан-е Софла, у бахші Ларіджан, шагрестані Амоль остану Мазендеран. За даними перепису 2006 року, його населення становило 121 особу, що проживали у складі 42 сімей.

## Клімат
Середня річна температура становить 11,58 °C, середня максимальна – 26,21 °C, а середня мінімальна – -4,28 °C. Середня річна кількість опадів – 251 мм.
| Клімат поселення                              | Клімат поселення | Клімат поселення | Клімат поселення | Клімат поселення | Клімат поселення | Клімат поселення | Клімат поселення | Клімат поселення | Клімат поселення | Клімат поселення | Клімат поселення | Клімат поселення | Клімат поселення |
| Показник                                      | Січ.             | Лют.             | Бер.             | Квіт.            | Трав.            | Черв.            | Лип.             | Серп.            | Вер.             | Жовт.            | Лист.            | Груд.            |                  |
| Середній максимум, °C                         | 5,44             | 6,23             | 9,50             | 15,89            | 19,89            | 24,18            | 26,21            | 26,16            | 23,24            | 18,14            | 12,12            | 7,05             |                  |
| Середня температура, °C                       | 0,58             | 1,36             | 4,64             | 11,02            | 15,01            | 19,32            | 21,88            | 21,85            | 18,92            | 13,83            | 7,80             | 2,74             |                  |
| Середній мінімум, °C                          | −4,28            | −3,5             | −0,22            | 6,16             | 10,16            | 14,46            | 17,58            | 17,53            | 14,61            | 9,51             | 3,48             | −1,58            |                  |
| Норма опадів, мм                              | 30               | 30               | 40               | 28               | 24               | 9                | 6                | 5                | 6                | 23               | 23               | 27               |                  |
| Середньомісячна швидкість вітру, м/с          | 1.44             | 2.15             | 3.02             | 3.23             | 2.57             | 2.35             | 2.27             | 2.15             | 2.15             | 2.22             | 1.86             | 1.55             |                  |
| Середньомісячна сонячна радіація, кДж/м²·день | 9264             | 11794            | 14255            | 17634            | 21198            | 24790            | 24433            | 22432            | 19164            | 14217            | 10780            | 8752             |                  |
| --------------------------------------------- | ---------------- | ---------------- | ---------------- | ---------------- | ---------------- | ---------------- | ---------------- | ---------------- | ---------------- | ---------------- | ---------------- | ---------------- | ---------------- |
| Джерело:                                      |                  |                  |                  |                  |                  |                  |                  |                  |                  |                  |                  |                  |                  |